# 문흥초등학교
문흥초등학교는 대한민국 광주광역시 북구 문흥동에 있는 초등학교다.

## 학교 연혁
- 1991. 06. 05. 문흥초등학교 개교
- 1996. 03. 01. 문흥초등학교 개칭
- 2010 ~ 2012 시교육청 방과후학교 활성화 연구학교 운영
- 2012. 03. 01. 문흥초등학교 병설유치원 개원
- 2014. 09. 01. 제10대 나옥주 교장 부임
- 2015. 03. 01. 18학급 편제 운영